# Orchesia posticalis
Orchesia posticalis là một loài bọ cánh cứng trong họ Melandryidae. Loài này được Fairmaire & Germain miêu tả khoa học năm 1863.